# 飞剑潭乡
飞剑潭乡，是中华人民共和国江西省宜春市袁州区下辖的一个乡镇级行政单位。

## 行政区划
飞剑潭乡下辖以下地区：
殊桥村、塘源村、陈源村、下坪村、山塘村、璜源村、南坑村、下塅村、周源村和柘源村。